# Hollywood Tonight
"Hollywood Tonight" là một bài hát của ca sĩ người Mỹ Michael Jackson nằm trong album đầu tiên phát hành sau khi qua đời của ông Michael (2010). Nó được phát hành vào ngày 11 tháng 2 năm 2011 bởi Epic Records như là đĩa đơn thứ hai trích từ album.

## Danh sách bài hát
| Đĩa CD Maxi tại Hàn Quốc (S10988C) / EP kĩ thuật số tại châu Âu | Đĩa CD Maxi tại Hàn Quốc (S10988C) / EP kĩ thuật số tại châu Âu | Đĩa CD Maxi tại Hàn Quốc (S10988C) / EP kĩ thuật số tại châu Âu |
| STT                                                             | Nhan đề                                                         | Thời lượng                                                      |
| --------------------------------------------------------------- | --------------------------------------------------------------- | --------------------------------------------------------------- |
| 1.                                                              | "Hollywood Tonight" (Throwback Mix)                             | 3:46                                                            |
| 2.                                                              | "Hollywood Tonight" (DJ Chuckie Radio Edit)                     | 3:54                                                            |
| 3.                                                              | "Hollywood Tonight" (DJ Chuckie Remix)                          | 6:02                                                            |
| 4.                                                              | "Hollywood Tonight" (Radio)                                     | 3:46                                                            |
| Tổng thời lượng:                                                | Tổng thời lượng:                                                | 16:48                                                           |

| Đĩa 7" tại châu Âu (34-788083 / 88697880837) | Đĩa 7" tại châu Âu (34-788083 / 88697880837) | Đĩa 7" tại châu Âu (34-788083 / 88697880837) |
| STT                                          | Nhan đề                                      | Thời lượng                                   |
| -------------------------------------------- | -------------------------------------------- | -------------------------------------------- |
| 1.                                           | "Hollywood Tonight" (Throwback Mix)          | 3:46                                         |
| 2.                                           | "Behind the Mask" (Radio)                    | 3:36                                         |
| Tổng thời lượng:                             | Tổng thời lượng:                             | 7:22                                         |

| Đĩa CD tại châu Âu Epic 88697902982 (Sony)/ EAN 0886979029828 | Đĩa CD tại châu Âu Epic 88697902982 (Sony)/ EAN 0886979029828 | Đĩa CD tại châu Âu Epic 88697902982 (Sony)/ EAN 0886979029828 |
| STT                                                           | Nhan đề                                                       | Thời lượng                                                    |
| ------------------------------------------------------------- | ------------------------------------------------------------- | ------------------------------------------------------------- |
| 1.                                                            | "Hollywood Tonight" (Throwback Mix)                           | 3:48                                                          |
| 2.                                                            | "Hollywood Tonight" (DJ Chuckie Remix)                        | 5:58                                                          |
| Tổng thời lượng:                                              | Tổng thời lượng:                                              | 6:06                                                          |

## Các phiên bản chính thức
- Bản album 4:31
- Bản radio 3:46
- Throwback Mix 3:46
- Throwback Instrumental 3:59
- Throwback Instrumental - No Beatbox 4:00
- DJ Chuckie Remix 6:01
- DJ Chuckie Radio Edit 3:53
- DJ Chuckie Remix - No Talk 6:01
- DJ Chuckie Dub 5:00
- Jody Den Broeder Extended Vocal 6:53
- Jody Den Broeder Dub 6:53
- Jody Den Broeder Radio Edit 3:51
- Yiannis Walk Of Fame Mix 7:11
- Yiannis Walk Of Fame Dub 7:07

## Xếp hạng
| Bảng xếp hạng (2011)               | Vị trí cao nhất |
| ---------------------------------- | --------------- |
| Belgium (Ultratip 50 Wallonia)     | 5               |
| Belgium (Ultratip 50 Flanders)     | 16              |
| German Singles Chart               | 55              |
| Polish Dance Chart (ZPAV)          | 19              |
| UK Singles Chart                   | 152             |
| UK Radio Airplay Chart             | 35              |
| US Billboard Hot R&B/Hip-Hop Songs | 60              |
| US Billboard Dance/Club Play Songs | 1               |

| Bảng xếp hạng (2011)                | Vị trí |
| ----------------------------------- | ------ |
| US Hot Dance Club Songs (Billboard) | 30     |